# مانوک آبقیان
مانوک خاچاتوروویچ آبقیان (ارمنی: Մանուկ Աբեղյան) منتقد ادبی و زبان‌شناس برجسته اهل ارمنستان بود. آبقیان محقق زبان و ادبیات ارمنی بود. وی عضو فرهنگستان ملی علوم ارمنستان بود. انستیتوی آکادمی علوم جمهوری ارمنستان شوروی به نام او نامگذاری شده‌است.

## زندگی‌نامه
در ۱۷ مارس [سبک قدیمی: ۵ مارس] ۱۸۶۵ در روستای آستاپات، نخجوان به دنیا آمد از سال ۱۸۷۶ تا ۱۸۸۵ در اچمیادزین به تحصیل پرداخت و سپس از سال ۱۸۹۳ تا ۱۸۹۸ در دانشگاه‌های ینا، لایپزیگ، برلین و پاریس تحصیلاتش را ادامه داد. درجهٔ دکتری خود را از دانشگاه ینا دریافت کرد. وی در سال ۱۹۲۶ به اخذ درجه پروفسوری در رشتهٔ فلسفه نایل آمد و از سال ۱۹۳۵ فعالیت علمی خود را آغاز کرد.
در سال ۱۹۴۳ عضو آکادمی علوم جمهوری ارمنستان شوروی بود و در دانشگاه‌های اچمیادزین، شوشی و تفلیس تدریس می‌کرد. از اعضای مهم دانشگاه ایروان بود و ریاست دانشکدهٔ تاریخ و کرسی استادی آنجا را نیز به عهده داشت.
تحقیقات وی دربارهٔ ادبیات و فولکور و زبان ارمنی و همچنین سبک‌های مختلف نگارش و زمینهٔ پیدایش و شکل‌گیری آن‌ها است. وی تجارب ارمنی شناسان پیش از خود، از جمله امین عالیشان و گلستر را بررسی و مباحث مختلف آن‌ها را در زمینه اعتقادات قدیم و جدید و روایات افسانه‌ای تطبیق و ارزش تاریخی و فرهنگی آن‌ها را بیان کرده‌است. او نوشته‌های مؤلفانی چون موسس خورناتسی، آگاتانگلوس، پاوستوس بوزاند و سبئوس را بررسی کرده‌است.
وی در ۲۶ سپتامبر ۱۹۴۴ در سن ۷۹ سالگی در ایروان درگذشت و در آرامستان مرکزی ایروان (توخماخ) به خاک سپرده شد.

## کتابشناسی
- افسانه‌های ملی ارمنی در نگارش تاریخ ارمنیان موسس خورناتسی (۱۸۹۹)
- دستور زبان ارمنی جدید (۱۹۰۶)
- شیوهٔ نگارش زبان ارمنی جدید (۱۹۱۲)
- فرهنگ روسی-ارمنی (۱۹۲۵)
- نظریه دربارهٔ زبان ارمنی (۱۹۳۱)
- وزن شعر در زبان ارمنی (۱۹۳۳)
- قهرمانان ساسون (جلد اول، ۱۹۳۶; جلد دوم، ۱۹۵۱)
- تاریخ ادبیات باستانی ارامنه (جلدهای اول و دوم، ۴۶-۱۹۴۴; ترجمه به روسی ۱۹۴۸)
- جنگ ایران
- جنگ تارون
- فرهنگ لاتینی-روسی-ارمنی
- واژه‌های پزشکی
- واژه‌های حقوقی